# الين غويان
الين غويان  (أرمينية: Ալին Գոյան) هي مغنية موسيقى أرمينية من يريفان بأرمينيا. يتضمن مرجعها الموسيقى التقليدية من كوميتاس وكذلك أغاني البوب.
بدأت في حضور مدرسة الموسيقى الصوتية للحفاظ على الصوت عندما كانت في السادسة، ظهرت في المراحل الأرمينية الكبيرة وسافرت مع الأطفال الموهوبين إلى عدد من الدول الأوروبية. تخرجت كمحامية وعملت لعدة سنوات في هذه المهنة حتى أدركت أن الموسيقى هي حبها الحقيقي، ودخلت في معهد يريفان.

## المشوار المهني الموسيقي
في 26 مايو 2011، أصدرت ألين فيديو موسيقي بعنوان Krunk. وهي تعمل في أول ألبوم لها يحتوي على 10 أعمال من كوميتاس مع الإدراك المعاصر، والتي يتم تسجيل ستة منها حتى الآن. ومن المتوقع في أكتوبر 2012.غنت دويتش مع مغني الروك فاجام راشفي يونيو 2012 وتم الإعلان عن حفلة ثانية في نوفمبر 2012.

## وصلات خارجية
- Facebook page